# Caetsweyers
Caetsweyers is een vijver- en bosgebied in de Belgische gemeente Diepenbeek. Het bevindt zich ten noorden van de parochie Lutselus en ten zuidwesten van het industriegebied Genk-Zuid, langs de oevers van de Kaatsbeek, die de acht vijvers voedt. Ten westen liggen de natuurreservaten Dorpsbemden-Pomperik en Dauteweyers.
De vijvers ontstonden in 1948 en werden aanvankelijk gebruikt voor viskweek van onder meer karpers. Onderhoud van de vijvers en de omgeving bleef echter achterwege. Door vallende bladeren van overwoekerende vegetatie en vervuiling van de Kaatsbeek ontstond een dikke sliblaag, waardoor de vijvers hun zuiverende en waterbergende functie grotendeels verloren. De Vlaamse Landmaatschappij herstelde het vijversysteem door de vijvers droog te leggen, de sliblaag te verwijderen, de oevers af te schuinen en opschietende bomen te verwijderen.
Natuurvereniging Limburgs Landschap vzw kocht in 2013 een water- en moerasgebied van 22 ha in Diepenbeek. Later kocht de vzw gronden bij en thans bedraagt de oppervlakte van het beschermde gebied 48 ha. De vijvers werden in 2019 als natuurgebied erkend.
Het gebied is een thuis voor vogels zoals de krakeend, roerdomp en ijsvogel.